# VOB
VOB (DVD-Video Object або Versioned Object Base) — формат файлів, який використовується для зберігання DVD-Video. VOB — це мультимедійний контейнерний формат файлу, заснований на MPEG-2, і здатний утримувати в собі кілька потоків відео / аудіо, субтитри, а також меню фільму.

## Технічна інформація
Всього можливо не більше 9 різних аудіопотоків і 32 потоку субтитрів.

## Програми для перегляду
- GOM Player
- Light Alloy
- The KMPlayer
- Media Player Classic
- MPlayer
- Totem
- Nero ShowTime
- RealPlayer
- VLC media player
- CyberLink PowerDVD
- Splash pro